# 民生路 (屏東市)
民生路（Minsheng Rd.）是屏東縣屏東市的東西向重要幹道，連接屏東市郊。西起復興路、中華路口銜接逢甲路，沿途跨越萬年溪、殺蛇溪，並止於和生路口東接民生東路。民生東路（Minsheng E. Rd.）接續和生路一段，屬台1線屏鵝公路，東至續接麟洛鄉中山路。是屏東市郊、國道三號麟洛交流道、潮州鎮、枋寮鄉、楓港、墾丁及台9線南迴公路南北長途往來相當重要的道路。

## 行經行政區域
- 屏東市

## 分段
民生路共分成二個部分：
- 民生路：西起於復興路、中華路口接逢甲路，東於和生路口接民生東路。
- 民生東路：西於和生路口接民生路，東止於民生橋接麟洛鄉中山路，屬台1線。

## 沿線設施
（由西至東）
- 民生路
  - 復興北路、復興路
  - 第一銀行屏東分行
  - 順發3C屏東店
  - 中華電信屏東營運處客服中心
  - 屏東民生路郵局
  - 人愛醫院
  - 新安醫院
  - 師傅便當民生店
  - 自由路
  - 長春橋
  - 復興醫院
  - 東匯橋
  - 屏東民生路基督教會
  - 國立屏東大學民生校區
  - 歸來郵局
  - 屏東工業區
  - 屏東演藝廳
  - 農業綜合商場
  - 屏41線香揚巷、歸仁路
  - 麥當勞屏東民生店
  - 台灣中油加油站歸來站
  - 特力屋屏東店
  - 台糖椰林學苑
  - 屏東中影影城
  - 和生路一段

- 民生東路
  - 國立屏東大學屏商校區
  - 7-Eleven瑞光門市
  - 民生家商
  - 國仁醫院
  - 民生橋
  - 麟洛郵局
  - 屏東圓滿館

## 本道路交通
- 屏東客運
  - 506A 屏東總圖－屏東大學民生校區
  - 509 屏東轉運站－屏東科技大學
  - 8230 屏東－建興－龍泉
  - 8231 屏東－內埔－東勢－三地門
  - 8232 屏東－內埔－老埤－三地門
  - 8233 屏東－內埔－老埤－三地門－霧台
  - 8235 屏東－西勢－內埔－佳佐
  - 8236 屏東－內埔－萬巒－佳佐
  - 8237 屏東－內埔－竹田－潮州
  - 8238 屏東－內埔－萬巒－潮州
  - 8239 屏東－內埔－竹田－潮州－恆春（不經竹田鄉公所）

- 國光客運
  - 1773 屏東－潮州－枋寮－恆春
  - 1780 屏東－內埔－竹田－潮州－佳冬－枋寮